# Diecéze Guarda
Diecéze Guarda (latinsky Dioecesis Aegitaniensis) je římskokatolická diecéze na území Portugalska se sídlem v městě Guarda a s katedrálou Neposkvrněného početí P. Marie. Je sufragánní diecézí vůči arcidiecézi lisabonské. 

## Historie
Diecéze Guarda vznikla v 6. století, původně byla sufragánní vůči arcidiecézi Braga, od roku 666 vůči metropoli v Méridě. Za arabské nadvlády zřejmě diecéze zanikla, po obnovení v roce 1199 byla sufragánní vůči arcidiecézi Santiago de Compostela. V roce 1394 konečně byla jako sufragánní podřízena  arcidiecézi lisabonské.